# Андреас Ганче-Ольсен
Андреас Ганче-Ольсен (норв. Andreas Hanche-Olsen, нар. 17 січня 1997, Берум) — норвезький футболіст, захисник німецького клубу «Майнц 05» та національної збірної Норвегії.

## Клубна кар'єра
Народився 17 січня 1997 року в місті Берум. Вихованець футбольної школи клубу «Стабек». Дорослу футбольну кар'єру розпочав 2015 року в основній команді того ж клубу, в якій провів шість сезонів, взявши участь у 110 матчах чемпіонату.  Більшість часу, проведеного у складі «Стабека», був основним гравцем захисту команди, а 2018 року попри молодий вік був обраний її капітаном.
5 жовтня 2020 року перейшов до бельгійського «Гента», з яким уклав трирічний контракт.
У січні 2023 року норвезький захисник підписав чотирирічний контракт з німецьким клубом «Майнц 05».

## Виступи за збірні
2013 року дебютував у складі юнацької збірної Норвегії (U-16), загалом на юнацькому рівні взяв участь у 7 іграх.
Протягом 2017–2018 років залучався до складу молодіжної збірної Норвегії. На молодіжному рівні зіграв у 12 офіційних матчах.
2020 року дебютував в офіційних матчах у складі національної збірної Норвегії.

## Титули і досягнення
- Володар Кубка Бельгії (1):

«Гент»: 2021–22

## Статистика виступів

### Статистика клубних виступів
Станом на 18 листопада 2020
| Сезон              | Клуб               | Чемпіонат          | Чемпіонат | Чемпіонат | Національний кубок | Національний кубок | Національний кубок | Континентальні кубки | Континентальні кубки | Континентальні кубки | Суперкубки | Суперкубки | Суперкубки | Усього | Усього |
| Сезон              | Клуб               | Ліга               | Ігор      | Голів     | Ліга               | Ігор               | Голів              | Ліга                 | Ігор                 | Голів                | Ліга       | Ігор       | Голів      | Ігор   | Голів  |
| ------------------ | ------------------ | ------------------ | --------- | --------- | ------------------ | ------------------ | ------------------ | -------------------- | -------------------- | -------------------- | ---------- | ---------- | ---------- | ------ | ------ |
| 2015               | «Стабек»           | ТЛ                 | 0         | 0         | КН                 | 0                  | 0                  | -                    | -                    | -                    | -          | -          | -          | 0      | 0      |
| 2016               | «Стабек»           | ТЛ                 | 13+2      | 1+0       | КН                 | 0                  | 0                  | ЛЄ                   | 0                    | 0                    | -          | -          | -          | 15     | 1      |
| 2017               | «Стабек»           | ЕС                 | 28        | 1         | КН                 | 5                  | 0                  | -                    | -                    | -                    | -          | -          | -          | 33     | 1      |
| 2018               | «Стабек»           | ЕС                 | 23+2      | 0         | КН                 | 3                  | 0                  | -                    | -                    | -                    | -          | -          | -          | 28     | 0      |
| 2019               | «Стабек»           | ЕС                 | 28        | 2         | КН                 | 4                  | 0                  | -                    | -                    | -                    | -          | -          | -          | 32     | 2      |
| січ.-жовт. 2020    | «Стабек»           | ЕС                 | 18        | 3         | -                  | -                  | -                  | -                    | -                    | -                    | -          | -          | -          | 18     | 3      |
| Усього за «Стабек» | Усього за «Стабек» | Усього за «Стабек» | 110+4     | 7+0       |                    | 12                 | 0                  |                      | -                    | -                    |            | -          | -          | 126    | 7      |
| жовт. 2020–21      | «Гент»             | Д1                 | 3         | 0         | КБ                 | 0                  | 0                  | ЛЄ                   | 3                    | 0                    | -          | -          | -          | 6      | 0      |
| Усього за кар'єру  | Усього за кар'єру  | Усього за кар'єру  | 113+4     | 7+0       |                    | 12                 | 0                  |                      | 3                    | 0                    |            | -          | -          | 132    | 7      |